# Вршани (Тузла)
Вршани је насељено место у Босни и Херцеговини у граду Тузла у Тузланском кантону које административно припада Федерацији Босне и Херцеговине. Према попису становништва из 1991. у насељу је живело 6 становника.

## Становништво
По последњем службеном попису становништва из 1991. године, у насељу Вршани је живело 6 становника. Сви становници су били Муслимани. Муслимани се данас углавном изјашњавају као Бошњаци.